# ثورة سيمكو شيكاك
ثورة سيمكو شيكاك هي ثورة مجموعة من القبائل الكردية ضد القاجاريون في إيران بين عامي 1918-1922 بقيادة الزعيم الكردي سمكو آغا شكاك، تم قمع هذه الثورة وظهر نجم رضا بهلوي كقائد جديد في إيران.
بعد أن أطاح العميد رضا خان بالقاجاريين في انقلاب عام 1921 ، هزم سمكو شكاك بالإضافة إلى العديد من قادة المتمردين البارزين مثل كوتشيك خان والعقيد بيسيان خلال الأحداث الإيرانية عام 1921. أسفرت ثورة شكاك عن مقتل حوالي 5000 شخص، بما في ذلك العديد من المدنيين المسيحيين ، الذين ذبحتهم قوات سمكو.

## تاريخ
بحلول صيف عام 1918، كان سمكو قد بسط سلطته على المناطق الواقعة غرب بحيرة أورمية. وفي عام 1919، نظم سمكو جيشًا مكونًا من 20,000 كردي، وتمكن من إقامة منطقة ذات حكم ذاتي في شمال غرب إيران، مركزها مدينة أورمية. وقد دعمت قوات سمكو عدة مئات من الجنود والمرتزقة من الدولة العثمانية، بمن فيهم منشقون قوميون أكراد. وبعد السيطرة على أورمية، عيّن سمكو تيمور آغا شكاك حاكمًا للمدينة. لاحقًا، نظم قواته لمحاربة الجيش الإيراني في المنطقة، وتمكن من توسيع نطاق سيطرته إلى البلدات والمدن المجاورة مثل مهاباد، وخوي، ومياندوآب، وماكو، وبيرانشهر، في سلسلة من المعارك.
في مارس 1921، هزم سمكو الجيش الإيراني بقيادة ظفر الدولة (الذي أصبح لاحقًا العميد حسن مقدم) في معركة تسوج شمال بحيرة أورمية.
في سبتمبر 1921، تعرضت وحدة عسكرية بقيادة حسن عرفه، والتي تم إرسال تعزيزات لها من طهران إلى تبريز، لهجوم من قبل سمكو و4,000 من رجاله. وقد تم هزيمة الوحدة بالكامل، وقُتل نصف الجيش.
في معركة جولماخانه، استولت القوات الكردية بقيادة سمكو شكاك على جولماخانه وطريق أورمية – تبريز من القوات الإيرانية. وأمر سمكو مستشاره وقائد قواته المسلحة، عمار خان شكاك، بمهاجمة القوات المعادية. وقد هاجم عمار خان مع قوة مسلحة مكونة من 200 مقاتل مواقع العدو في معركة شيكار يازي وقتل أمير أرشد.
وفي معركة ساوجبلاغ، أرسل رضا شاه القائد خالو قربان لمواجهة التوسع الكردي، لكن خالو قربان هُزم وقُتل على يد قوات سمكو في عام 1922. وفي معركة الاستيلاء على مهاباد (التي كانت تُعرف آنذاك باسم ساوجبلاغ مكري)، قاد سمكو قواته بنفسه بمساعدة السيد طه شمزيني. وبعد معركة عنيفة في أكتوبر 1921، هُزمت القوات الإيرانية وقُتل قائدها الرائد ملك زاده مع 600 من قوات الدرك الإيراني. كما استولى سمكو على مراغة، وشجع قبائل اللُّور في غرب إيران على التمرد.
في ذلك الوقت، حاولت الحكومة في طهران التوصل إلى اتفاق مع سمكو على أساس منح الأكراد حكمًا ذاتيًا محدودًا. وكان سمكو قد نظم جيشًا كرديًا أقوى فأقوى. ونظرًا لأن الحكومة المركزية لم تكن قادرة على السيطرة على تحركاته، فقد واصل توسيع المناطق الغربية من إيران الواقعة تحت سيطرته. وبحلول عام 1922، كانت مدينتا بانه وسردشت تحت إدارته.
في معركة ساري تاج عام 1922، لم تستطع قوات سمكو مقاومة هجوم الجيش الإيراني في منطقة سلماس، وتعرضت للهزيمة في النهاية، حيث تم احتلال قلعة "تشاري" التي كانت قوات سمكو تتمركز فيها. وقد بلغ عدد الجنود الإيرانيين الذين تم إرسالهم ضده 10,000 جندي. فهرب سمكو مع ألف من فرسانه إلى ما أصبح الآن تركيا، حيث أُجبروا على تسليم أسلحتهم.

## التدخل الأجنبي
اتهمت الحكومة الإيرانية بريطانيا والعراق بتشجيع الاضطرابات بين الأكراد، واستاءت بشدة من اللجوء الذي منحته الحكومة العراقية لسمكو في عام 1922 ولسردار رشيد في عام 1923. وفقًا لمقال نشرته صحيفة نيويورك تايمز في 10 يوليو 1922:

ويقال إن سمكو كان يقود 85 ألف رجل وكان يساعده مصطفى كمال باشا ، وزير الحرب التركي [العثماني] السابق، واستمر القتال عدة أيام.

انضمت قوات سمكو إلى القوات العثمانية في قتل العديد من المسيحيين الهاربين في أذربيجان الغربية.